# Stepnjak
Stepnjak (kasachisch Степняк, russisch Степняк) ist eine Stadt und das Verwaltungszentrum des Audan Birschan Sal in der Oblast Aqmola in Zentralkasachstan. Es hat 4268 Einwohner (Stand 2009).

## Bevölkerungsentwicklung
| Jahr | Einwohner |
| ---- | --------- |
| 1939 | 22.882    |
| 1959 | 12.717    |
| 1970 | 09.770    |
| 1979 | 07.877    |
| 1989 | 07.149    |
| 1999 | 05.068    |
| 2009 | 04.268    |